# Шапюи, Жан-Фредерик
Жан-Фредерик Шапюи (фр. Jean-Frédéric Chapuis; 2 марта 1989, Бур-Сен-Морис, Савойя, Рона — Альпы) — французский фристайлист, чемпион Олимпийских игр 2014 года.

## Биография
До 2010 года выступал в горнолыжном спорте за сборную Швейцарии (имеет двойное гражданство). Потом перешёл во фристайл.
На Олимпийских играх в Сочи выступал в ски-кроссе и стал олимпиоником. При этом его коллеги по сборной Арно Боволента и Жонатан Мидоль заняли, соответственно, второе и третье место. Таким образом впервые на зимних Олимпийских играх весь пьедестал в одной дисциплине заняли представители сборной Франции.

## Достижения
- Зимние Олимпийские игры: золото (2014)[1].
- Чемпионат мира по фристайлу: золото (2013)[3].

## Зимние Олимпийские игры
| Олимпийские игры | Ски-кросс |
| ---------------- | --------- |
| 2014 Coчи        | 1         |
| 2018 Пхёнчхан    | 13        |
| 2022 Пекин       | 20        |

## Награды
- Кавалер ордена Почётного легиона (18 апреля 2014 года)[4].